# میدانشار
مدينة ميدان شهر هي عاصمة ولاية وردك، في جمهورية أفغانستان. وبلغ عدد سكانها 35,008 نسمة في 2003، 85% منهم من عرق البشتون.

## المناخ
يظهر الجدول التالي التغييرات المناخية على مدار السنة لميدان شهر:
| البيانات المناخية لـميدان شهر     | البيانات المناخية لـميدان شهر | البيانات المناخية لـميدان شهر | البيانات المناخية لـميدان شهر | البيانات المناخية لـميدان شهر | البيانات المناخية لـميدان شهر | البيانات المناخية لـميدان شهر | البيانات المناخية لـميدان شهر | البيانات المناخية لـميدان شهر | البيانات المناخية لـميدان شهر | البيانات المناخية لـميدان شهر | البيانات المناخية لـميدان شهر | البيانات المناخية لـميدان شهر | البيانات المناخية لـميدان شهر |
| الشهر                             | يناير                         | فبراير                        | مارس                          | أبريل                         | مايو                          | يونيو                         | يوليو                         | أغسطس                         | سبتمبر                        | أكتوبر                        | نوفمبر                        | ديسمبر                        | المعدل السنوي                 |
| --------------------------------- | ----------------------------- | ----------------------------- | ----------------------------- | ----------------------------- | ----------------------------- | ----------------------------- | ----------------------------- | ----------------------------- | ----------------------------- | ----------------------------- | ----------------------------- | ----------------------------- | ----------------------------- |
| متوسط درجة الحرارة الكبرى °م (°ف) | −0.3 (31.5)                   | 1.6 (34.9)                    | 9.6 (49.3)                    | 16.3 (61.3)                   | 19.9 (67.8)                   | 27.7 (81.9)                   | 29.4 (84.9)                   | 28.8 (83.8)                   | 25.7 (78.3)                   | 18.2 (64.8)                   | 11.6 (52.9)                   | 4.1 (39.4)                    | 16.0 (60.9)                   |
| المتوسط اليومي °م (°ف)            | −6.4 (20.5)                   | −4.2 (24.4)                   | 3.9 (39.0)                    | 10.2 (50.4)                   | 12.5 (54.5)                   | 19.4 (66.9)                   | 21.2 (70.2)                   | 20.3 (68.5)                   | 16.8 (62.2)                   | 9.7 (49.5)                    | 4.2 (39.6)                    | −2.2 (28.0)                   | 8.8 (47.8)                    |
| متوسط درجة الحرارة الصغرى °م (°ف) | −12.5 (9.5)                   | −9.9 (14.2)                   | −1.7 (28.9)                   | 4.1 (39.4)                    | 5.1 (41.2)                    | 11.1 (52.0)                   | 13.0 (55.4)                   | 11.9 (53.4)                   | 7.9 (46.2)                    | 1.3 (34.3)                    | −3.1 (26.4)                   | −8.4 (16.9)                   | 1.6 (34.8)                    |
| المصدر: Climate-Data.org          |                               |                               |                               |                               |                               |                               |                               |                               |                               |                               |                               |                               |                               |